# Immanuel Hermann von Fichte
Immanuel Hermann von Fichte (født 18. juli 1796 i Jena, død 8. august 1879 i Stuttgart) var en tysk filosof, søn af J.G. Fichte.
Fichte studerede først filologi i Berlin, vandtes for filosofien af sin fader, blev 1835 ekstraordinær professor i filosofi i Bonn, 1839 ordentlig. 3 år senere kaldtes han til Tübingen. I 1865 trak han sig tilbage til privatlivet og adledes. 1837-48 redigerede han "Zeitschrift für Philosophie und spekulative Theologie", fra 1852 fortsatte han dette med Ulrici og Wirth som medredaktører under titlen "Zeitschrift für Philosophie und philosophische Kritik". 
Fichte søger særlig at erkende verden som et teleologisk hele, der styres af det højeste absolutte væsen, der på een gang er verden iboende og står uden for den som absolut personlighed. Fichte var spiritist. I sin etik lægger han vægt på det sociale spørgsmål i modsætning til det politiske. Det folk, der formår at løse det sociale spørgsmål, vil i århundreder være det ledende. 
Af hans talrige skrifter må fremhæves: Die Idee der Persönlichkeit und der individuellen Fortdauer (1834). Beiträge zur Charakteristik der neueren Philosophie (1829), Die Grundzüge zum System der Philosophie (3 bind. 1833 Erkennen als Selbsterkennen, 1836 Ontologie, 1846 Die speculative Theologie); System der Ethik (2 bind, 1850-53); Anthropologie (1856); Psychologie (2 bind, 1864); Die theistische Weltansicht und ihre Berechtigung (1873); Fragen und Bedenken über die nächste Fortbildung deutscher Speculation (1876).

 Der er for få eller ingen kildehenvisninger i denne artikel, hvilket er et problem. Du kan hjælpe ved at angive troværdige kilder til de påstande, som fremføres i artiklen.